# Fréquence Paris Plurielle
Pour les articles homonymes, voir FPP.
Fréquence Paris Plurielle (en abrégé : FPP), est une radio associative généraliste française créée en 1992 et qui émet sur Paris et sa banlieue sur la fréquence 106,3 MHz. 
Héritière du mouvement des radios libres, elle ne diffuse aucune publicité et reste avec Ici et Maintenant !, Radio libertaire, Radio Courtoisie, et Aligre FM une des dernières radios associatives non commerciales en région parisienne.

## Histoire
Issue d’un regroupement entre différents secteurs exclus du paysage audiovisuel français, Fréquence Paris Plurielle a développé un média qui se veut proche des luttes et des alternatives politiques et sociales.

### De Radio Tomate…
En 1981, alors que tombe le monopole d'État sur la radiodiffusion, le Centre d'initiative pour de nouveaux espaces de liberté (CINEL), piloté notamment par Félix Guattari, participe à la création d'une radio associative, Radio Tomate, qui s'inscrit dans une « réappropriation individuelle collective et (…) un usage interactif des machines d’information, de communication, d’intelligence, d’art et de culture ». La radio est animée par des militants, notamment issus du mouvement autonome . Elle vise à ouvrir de nouveaux espaces de débat et d'information politiques, et à lutter contre la répression des mouvements sociaux. La première Radio Tomate ne dure que deux ans.
Le projet est ensuite réactivé en 1988, toujours sur le principe de donner la parole aux personnes en lutte. L'antenne émet sur le 106,7 MHz en région parisienne, et partage la fréquence, et donc le temps d'antenne, avec plusieurs autres radios. Radio Tomate anime à l'époque cinq émissions, sur les questions des mal logés, de la précarité, de la double peine, des luttes anti-carcérales (Parloir libre), et une émission punk. Lorsqu'émerge le projet plus large d'une radio associative assumant une pleine fréquence, les animateurs de Radio Tomate décident de soutenir et participer à cette nouvelle antenne.

### et Fréquence Libre…
Parallèlement, en 1991, diverses associations de travailleurs immigrés en lien avec la Confédération Nationale des Radios Libres (CNRL), déposent un projet de radio, Fréquence Libre, auprès du CSA. Le projet, mené par Habib Laïdi, et porté par l'Association des travailleurs turcs, l'Union des Travailleurs Immigrés Tunisiens, l'Union des travailleurs africains en France, l'Association des marocains de France et l'ARAC, vise à donner la parole aux diverses communautés immigrées. Le projet de Fréquence Libre est rejeté par le CSA.

### … à Fréquence Paris Plurielle
C'est ainsi qu'en 1991, se réunissent autour du projet de Fréquence Paris Plurielle des acteurs des médias libres et des mouvements sociaux, parmi lesquels : Yvan Jossen (Les Pieds dans le Paf), Jacques Soncin (alors directeur de la Confédération nationale des radios libres), Christine Hudin et Guy Dardel (de Radio Tomate), Annie Simon (CEDETIM, centre d’études et d’initiatives de solidarité internationale). Le projet est validé par le CSA en 1992 : Fréquence Paris Plurielle se voit attribuer le 106,3 MHz et commence à émettre 24 h sur 24. 
FPP, qui a commencé à construire sa grille autour, notamment, de la solidarité internationale, décide d'accueillir l'équipe de Fréquence Libre sur son antenne et consacre toujours aujourd'hui le quart de sa grille aux communautés immigrées de la région parisienne. 
La radio s'installe d'abord à La Plaine Saint-Denis, dans la banlieue nord de Paris. À la suite de la tempête de 1999, qui dévaste les studios, elle déménage dans le quartier de Stalingrad, dans le 18e arrondissement de Paris, et met en place avec diverses structures associatives engagées dans les médias ou l'économie sociale, une « Maison des Médias Libres ».
Depuis 2009 la nouvelle adresse est : 1, rue de la Solidarité dans le 19e arrondissement de Paris.
De 2009 à 2011, Philippe Ariño y est chroniqueur à l'émission Homo Micro animée par Brahim Naït-Balk et dirige la rubrique Sex Symboles[pertinence contestée].

## Programmation
La programmation de Fréquence Paris Plurielle repose sur une centaine d'émissions dont quatre-vingt-dix pour cent sont hebdomadaires et réalisées par plus de 200 bénévoles qui se relaient dans les deux studios de la radio. Contrairement à ce qui se pratique dans les médias traditionnels, les formats longs sont privilégiés, afin de prendre le temps de développer les idées et de dialoguer.
La grille se structure donc en trois grands secteurs : politique et social, culture, musiques. Ces secteurs restent néanmoins indicatifs, l'antenne se voulant généraliste et s'efforçant de décloisonner les domaines de savoir et d'engagement[non neutre][réf. souhaitée].

### Secteur social, politique et solidarité internationale
Fréquence Paris Plurielle se veut un lieu de libre expression des minorités sociales qui combattent toutes les formes d'exclusion et d'oppression. La radio est indépendante de tout parti politique ou religieux. Des associations ou des collectifs engagés dans les mouvements sociaux informent et débattent ainsi des questions de société : sans-papiers, droit au logement, chômage, prisons, écologie, féminisme, SIDA, tiers monde, handicap. Lors de grèves, manifestations, révoltes, FPP donne la parole aux personnes en lutte et ouvre des espaces de débat sur sa grille : cela a été le cas lors des mouvements de 1995 et 2007 ou lors des émeutes de 2005 en France, mais également lors de la mobilisation en faveur du journaliste noir américain Mumia Abu-Jamal ou lors de l'insurrection d'Oaxaca au Mexique en 2006.

### Secteur des communautés immigrées
Quatorze communautés immigrées s'expriment notamment en bilingue (français et langue du pays d'origine) sur l'antenne : maghrébine, africaine francophone, turque, caribéenne, kanak, iranienne, comorienne, rom, kurde, malgache, latino-américaine, tchétchène. Ces communautés, qui s'adressent donc à la fois aux auditeurs francophones et non francophones, informent ainsi sur l'actualité du pays d'origine et de la communauté en France, transmettent des informations pratiques (papiers, école, vie en France), et jouent un rôle de transmission et de dialogue. Un certain nombre d'émissions sont reprises dans des radios associatives en Afrique (notamment au Sénégal et au Mali) et en Amérique du Sud.

### Secteur musical
Les émissions musicales donnent voix aux musiques de lutte et aux musiques urbaines, notamment issues des quartiers populaires (hip-hop, reggae), ainsi qu'aux expressions musicales dans toute leur pluralité[non neutre] : musiques du monde, punk, opéra, jazz, funk, musique électronique, chanson française… Des sessions lives sont régulièrement réalisées par les émissions, qui accueillent principalement des musiciens jeunes ou méconnus, hors des circuits commerciaux et des top-50, permettant ainsi de préserver la diversité musicale[réf. nécessaire].